# 維也納門

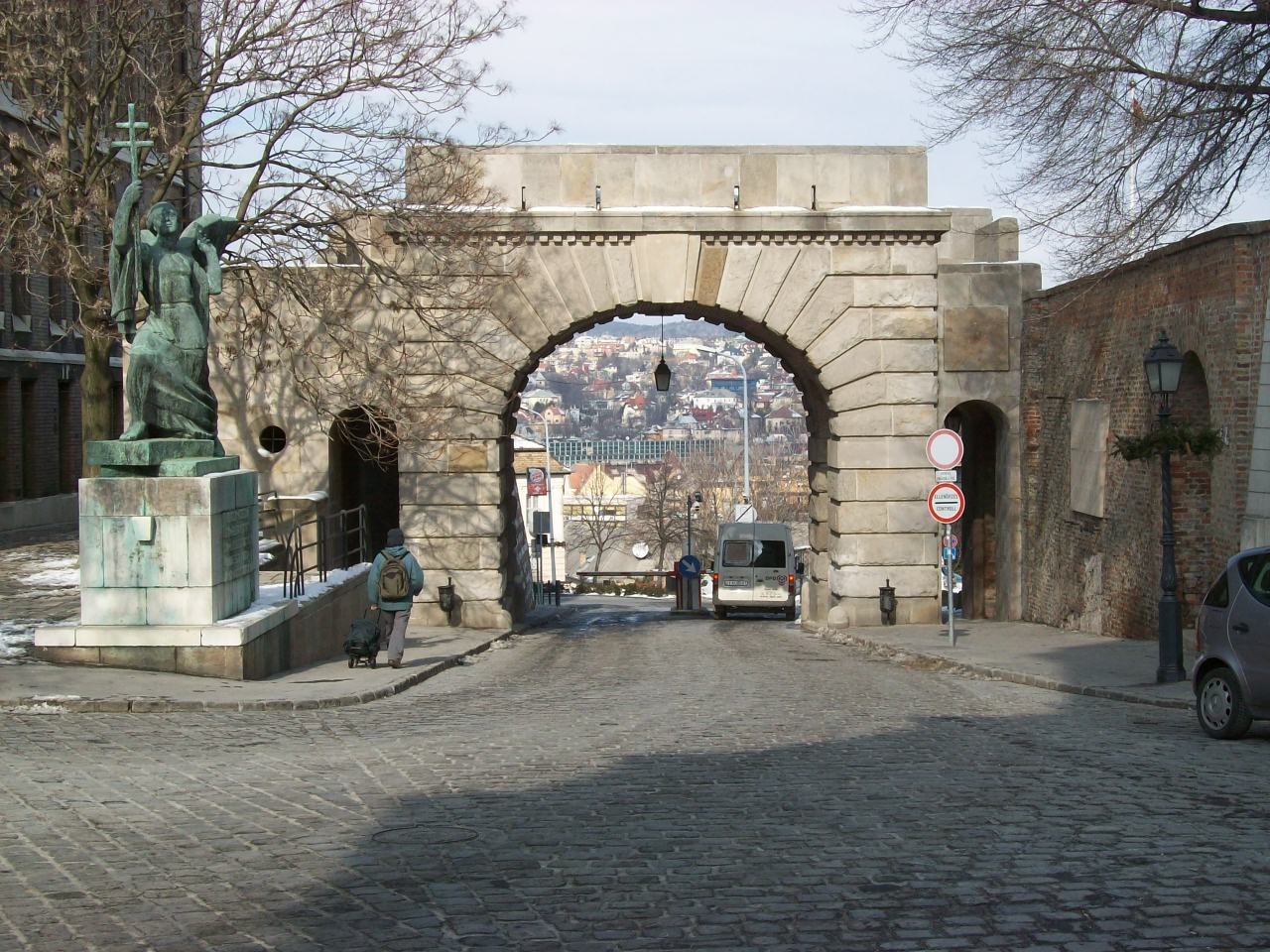
維也納門

維也納門（匈牙利語：Bécsi kapu）是位於匈牙利首都布達佩斯的一個城門。在過去通往維也納的道路經過這座城門，因而得名。現在的城門重建於1936年。

## 外部资料
- László, Berza. Budapest Lexicon I A-K. Budapest: Akadémiai Kiadó, 1993. ISBN 9789630564090